# Stephan Heinzel

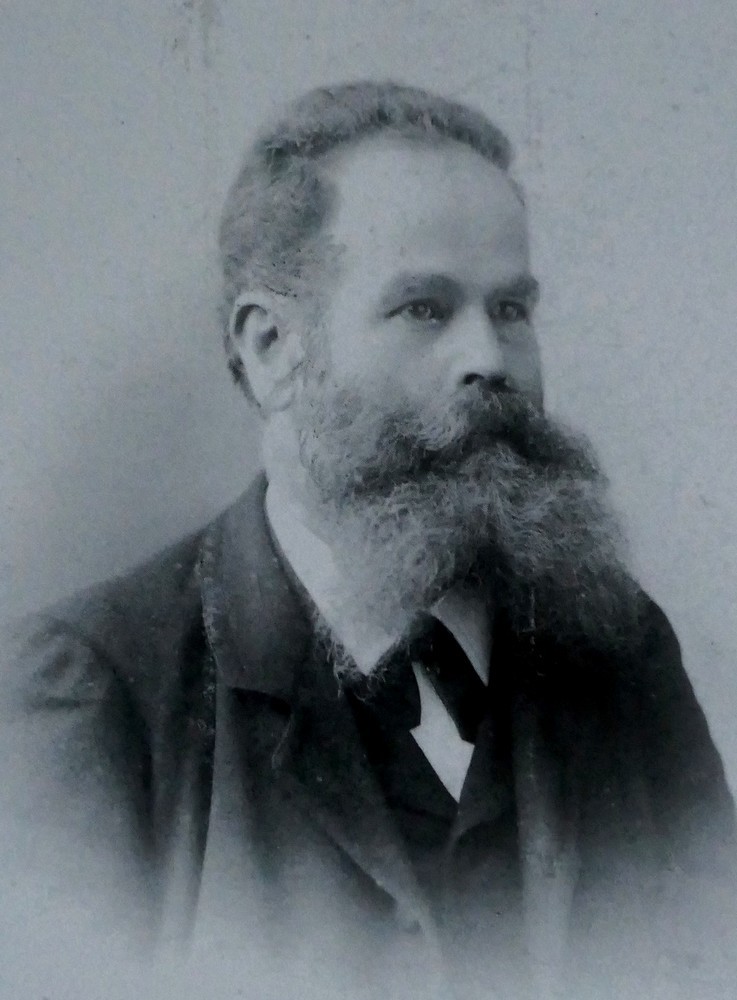
Porträt von Stephan Heinzel, ca. 1880, aufgenommen von dem Kieler Fotografen Waldemar Renard

Stephan Heinzel (* 3. September 1841 in Tschechen; † 23. November 1899 in Kiel) war ein deutscher Politiker.

## Leben und Wirken
Als Agitator für Ferdinand Lassalles Allgemeinen Deutschen Arbeiterverein (ADAV) lebte Stephan Heinzel seit 1869 in Kiel. Nach dem Zusammenschluss von ADAV und der Sozialdemokratischen Arbeiterpartei Deutschlands (SDAP) 1875 zur Sozialistischen Arbeiterpartei Deutschlands (SAP) wurde Heinzel zwischen 1878 und 1887 mehrmals als ihr Kandidat für den Reichstag aufgestellt, erreichte jedoch trotz guter Erfolge auf Grund des geltenden Wahlrechts und später auch der Repressionen unter Bismarcks „Sozialistengesetz“ nie die Stimmenmehrheit.
Heinzel stand als führender Sozialdemokrat Kiels unter ständiger (geheim)polizeilicher Beobachtung. Häufig wurde er angezeigt, verhaftet oder musste Hausdurchsuchungen erdulden. Meist konnten jedoch keine Belege für „illegale“ Arbeit gefunden werden. Seine Verhaftung bei der Rückkehr vom internationalen Sozialistenkongress in Kopenhagen im März/April 1883 führte jedoch zu einem Prozess. Er wurde – zusammen mit August Bebel und sieben anderen Parteivertretern – 1885 angeklagt und zu sechs Monaten Haft verurteilt. Da den Angeklagten keine Zugehörigkeit zu einem verbotenen Geheimbund nachgewiesen werden konnte, wurde von der Verteilung sozialistischer Druckschriften auf die Existenz eines solchen Geheimbundes geschlossen, was dann eine Verurteilung möglich machte. „Damit war neues Recht geschaffen worden.“
Stephan Heinzels erste Kandidatur zur Stadtverordnetenversammlung 1877 war nicht erfolgreich. Weitere Kandidaturen im kommunalen Bereich waren bis 1890 wegen des „Sozialistengesetzes“ unmöglich. Erst im November 1890 wurde er, der sich entschieden für die Beteiligung der Sozialdemokraten an Kommunalwahlen eingesetzt hatte, zusammen mit dem Maurer Friedrich Brodthuhn überraschend in die Stadtverordnetenversammlung gewählt.
Heinzel blieb eine Legislaturperiode lang, von 1890 bis 1897, Stadtverordneter. Als er Ende der 1890er Jahre erkrankte und an Krebs starb, verbot die Polizei den tausenden Menschen, die ihm das letzte Geleit gaben, die Fahnen zu enthüllen. Der Gesangverein durfte nicht singen und am Grab kein Gedenkwort gesprochen werden.

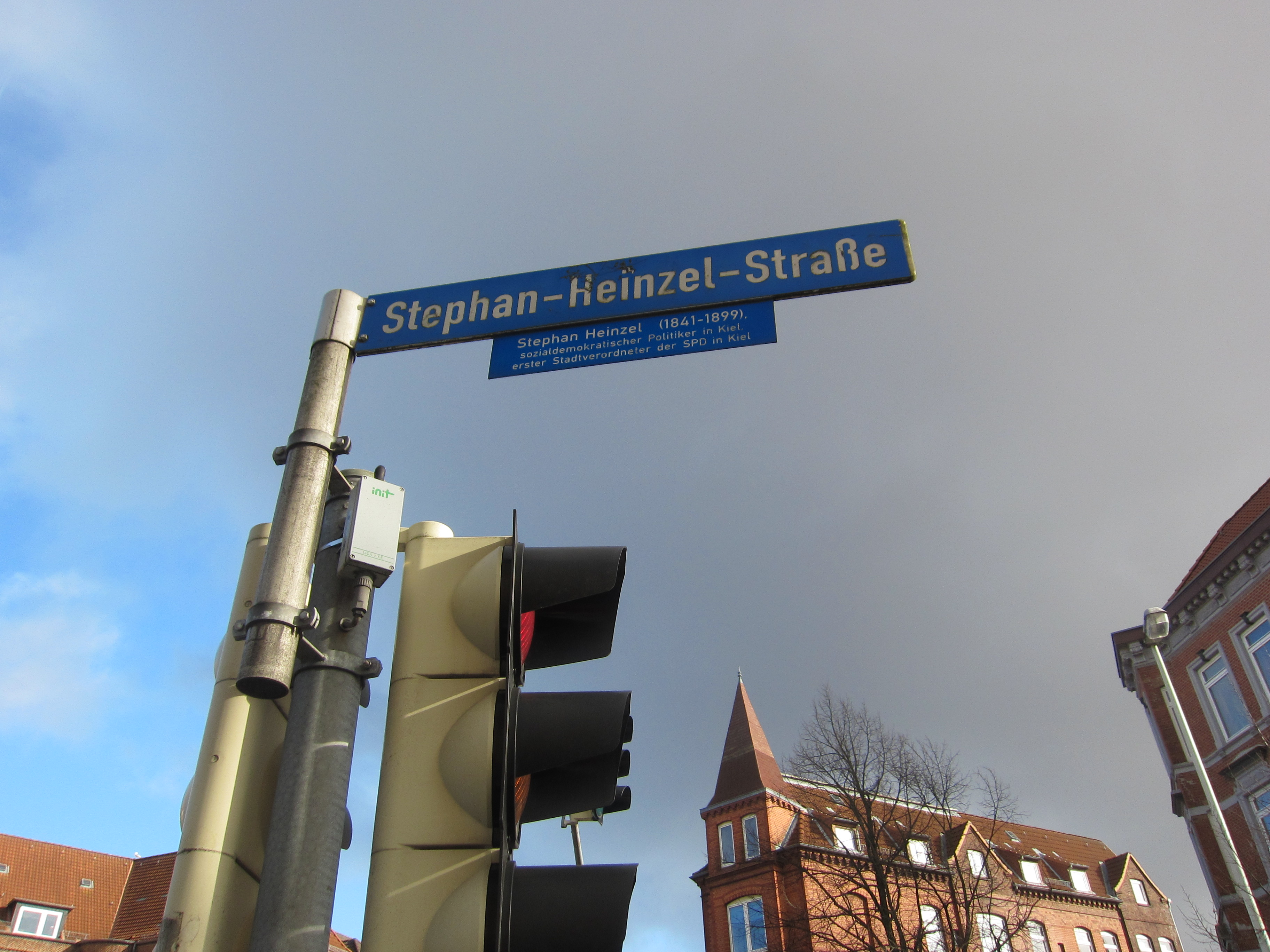
Straßenschild „Stephan-Heinzel-Straße“ mit Erklärung

## Ehrungen

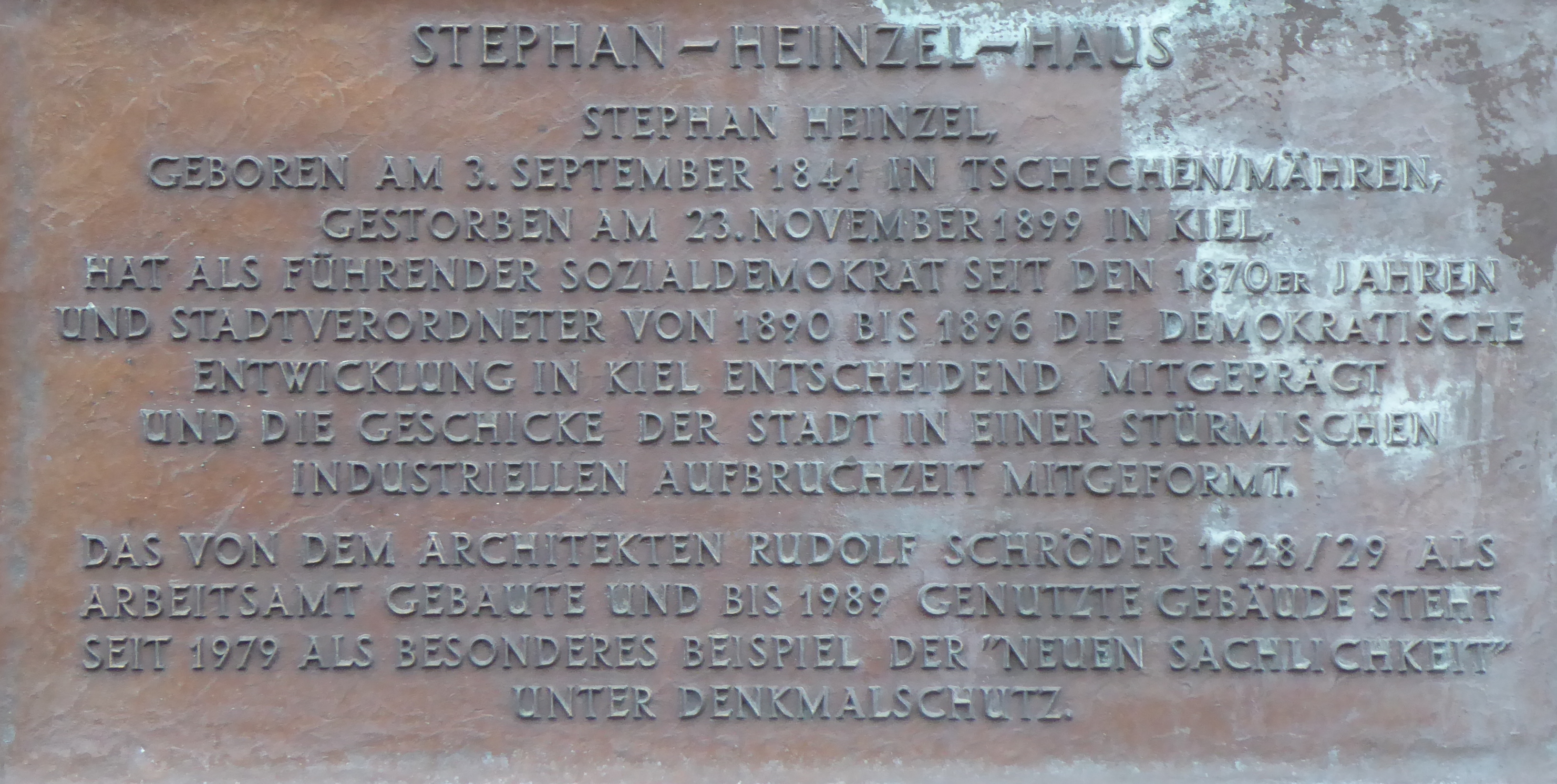
Erinnerungstafel am „Stephan-Heinzel-Haus“

- In Kiel wurde 1991 eine Straße und das ehemalige Arbeitsamt am Wilhelmplatz nach Stephan Heinzel benannt
- Am Haus Knooper Weg 86, in dem Heinzel und seine Familie längere Zeit wohnten, ist seit einigen Jahren eine Gedenktafel angebracht.